# Loket u Dolních Kralovic
Loket ist eine Gemeinde in Tschechien. Sie liegt 16 Kilometer südöstlich von Vlašim an der Autobahn D 1 und gehört zum Okres Benešov.

## Geographie
Der Ort liegt im Quellgebiet des Loketský potok im Unterkralowitzer Becken am Nordwesthang der Böhmisch-Mährischen Höhe. Nordöstlich erstreckt sich das mit der Trinkwassertalsperre Švihov geflutete Želivkatal. Am östlichen Ortsrand liegt die Abfahrt 66 Loket der D 1 / E 50 u. E 65. Durch Loket führt die Staatsstraße 150 von Čechtice nach Ledeč nad Sázavou, die zwischen Brzotice und Bezděkov auf einer 306 m langen Brücke den Stausee überquert. Südöstlich der heutigen Brücke befand sich bis 1974 im Želivkatal der Flecken Dolní Kralovice.
Nachbarorte sind Bernartice im Norden, Brzotice und Střítež im Nordosten, Tomice im Südosten, Lhota Bubeneč und Alberovice im Süden, Strojetice und Kačerov im Westen sowie Němčice im Nordwesten.

## Geschichte
Der Ort lag im Sprengel der Königin Swatawa und sein Name, der der tschechischen Bezeichnung für Ellenbogen entspricht, leitete sich von einer scharfen Wegebiegung ab. Das Gebiet floss in das von Swatawa errichtete Kapitel auf dem Vyšehrad ein. Erstmals urkundlich wurde das zu den Kraloniczer Pfründen gehörende Loket 1352 in der Besitzbestätigung durch Karl IV. aufgeführt. Bis 1418 wurde Loket von Kanonikern verwaltet und 1437 bekam der Ritter Oldřich Močihub auf Dolní Kralovice den Ort von Kaiser Sigismund überschrieben. 1550 war das Domkapitel St. Veit in Prag Besitzer des Dorfes. Der Malteserorden in Horní Kralovice erwarb Loket im Jahre 1571 und hielt den Besitz bis zur Aufhebung der Patrimonialherrschaften im Jahre 1848.

## Gemeindegliederung
Die Gemeinde Loket besteht aus den Ortsteilen Alberovice (Alberowitz), Bezděkov (Besdiekau), Brzotice (Bersotitz), Kačerov (Katscherow), Loket, Němčice (Niemtschitz), Radíkovice (Radikowitz) und Všebořice (Scheborschitz).

## Sehenswürdigkeiten
- Kapelle auf dem Dorfplatz, errichtet 1911
- Brücke der Staatsstraße 150 über die Talsperre Švihov. Das 13 m breite und 306 m lange Bauwerk hat eine Pfeilerhöhe von 65 m.